# Catoosa County
Catoosa County is een county in de Amerikaanse staat Georgia.
De county heeft een landoppervlakte van 420 km² en telt 53.282 inwoners (volkstelling 2000). De hoofdplaats is Ringgold.

## Foto's

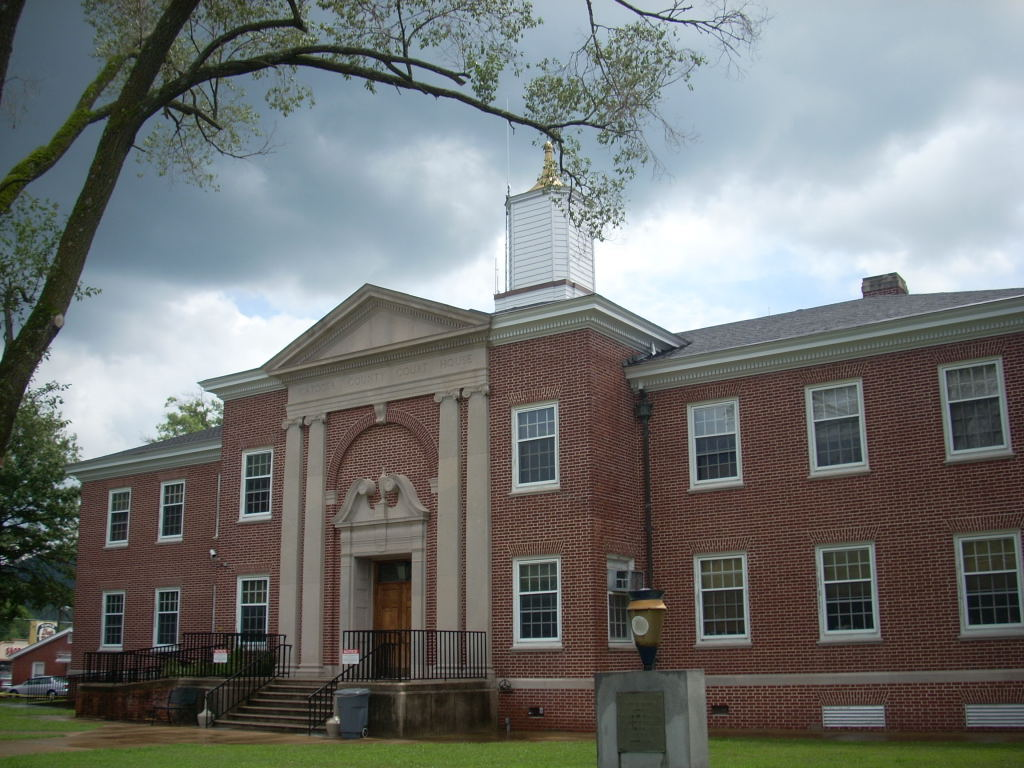
Rechtbank